# 1930 у футболі
Нижче наведені футбольні події 1930 року у всьому світі.

## Події
- Відбувся перший чемпіонат світу, перемогу на якому здобула збірна Уругваю.

## Засновані клуби
- Динамо (Луганськ)
- Ростов (футбольний клуб) (Росія)
- Урал (футбольний клуб) (Росія)

## Національні чемпіони
- Аргентина: Бока Хуніорс
- Греція: Панатінаїкос
- Данія: Болдклуббен 1903
- Італія: Інтернаціонале
- Іспанія: Атлетік (Більбао)
- Польща: Краковія
- Угорщина: Уйпешт